# Villeneuve (Puy-de-Dôme)
Villeneuve – miejscowość i gmina we Francji, w regionie Owernia-Rodan-Alpy, w departamencie Puy-de-Dôme.
Według danych na rok 1990 gminę zamieszkiwało 107 osób, a gęstość zaludnienia wynosiła 25 osób/km² (wśród 1310 gmin Owernii Villeneuve plasuje się na 737. miejscu pod względem liczby ludności, natomiast pod względem powierzchni na miejscu 1002.).